# P172+18
PSO J172.3556+18.7734 или P172+18 — радиогромкий квазар с красным смещением z = 6,823, представляющий собой сверхмассивную чёрную дыру с массой примерно 3×108 M⊙.
На момент публикации сообщения об открытии в марте 2021 года являлся самым удалённым от Земли радиогромким квазаром: его красное смещение соответствует возрасту Вселенной 780 миллионов лет после Большого взрыва, что на 100 миллионов лет меньше, чем у предыдущего обладателя рекорда.

## Открытие
Международная группа учёных, опубликовавшая сообщение об открытии, идентифицировала P172+18 как возможный квазар с z > 6,5 двумя независимыми методами. 12 января 2019 года исследователи смогли подтвердить, что P172+18 действительно является квазаром с z ~ 6,8. Для этого был использован спектрограф Folded-Port Infrared Echellete (FIRE) в призменном режиме на телескопе Magellan Baade в обсерватории Лас Кампанас. Полученный спектр имел плохое соотношение сигнал/шум, но данных оказалось достаточно, чтобы однозначно идентифицировать P172+18 как самый дальний радиогромкий квазар, известный на сегодняшний день, что стало поводом для его дальнейшего исследования. Были проведены наблюдения в ближнем инфракрасном и радиодиапазоне, а также спектроскопические исследования.
Сообщение об открытии было опубликовано 8 марта 2021 года в The Astrophysical Journal.

## Сверхмассивная чёрная дыра
Сверхмассивная чёрная дыра данного квазара имеет массу, примерно 3×108 M⊙, что в 70 раз превышает массу чёрной дыры в центре Млечного Пути. Она поглощает окружающий её газ, в результате чего формируется аккреционный диск. Этот процесс выделяет очень много энергии — примерно в 580 раз больше, чем вся энергия, выделяемая нашей галактикой. Чёрная дыра очень быстро набирает массу и является одной из самых быстрорастущих сверхмассивных чёрных дыр.